# VK Cloud
VK Cloud (до 2021 года — Mail.ru Cloud Solutions, до 2022 года — VK Cloud Solutions) — облачная платформа для бизнеса и разработки, обладающая инструментами создания облачной инфраструктуры для компаний любого размера. Входит в портфель решений VK Tech. VK Cloud предоставляет инфраструктурные и платформенные сервисы, экспертную поддержку, кастомные и частные инсталляции, а также помогает мигрировать в облако.

## История
В начале декабря 2016 года компания VK (Mail.ru Group) перезапустила пакет облачных сервисов для совместной работы VK WorkSpace в формате business-to-business платформы, объединяющей все корпоративные сервисы и инструменты компании — корпоративную почту, DNS-хостинг, рабочий мессенджер и прочие. В середине декабря 2016 года компания представила на новой платформе услуги по объектному облачному хранению данных для бизнеса — «Облако для рабочих групп» и «Облако для архивов». «Облако для рабочих групп» по-прежнему остаётся в виде отдельного сервиса, а «Облако для архивов» впоследствии стало основой сервиса Icebox для «холодного» хранения данных, которое предполагает относительно нечастый доступ по необходимости. Вслед за «холодным» хранилищем в январе 2017 года компания запустила «горячее» хранилище Hotbox, предназначенное для быстрого доступа к данным и ориентированное на веб-сервисы, хранящие и распространяющие цифровой контент. Mail.ru сделала хранилища совместимыми с API хранилища Amazon S3.
В 2018 году в VK Cloud Solutions выпустили первый PaaS-сервис Cloud Containers, созданный на базе Kubernetes. Он предназначен для запуска приложений, реализующих микросервисную архитектуру, стандартизации процессов CI/CD, управления тестовыми средами и других задач разработки. Сервис Cloud Containers сертифицирован CNCF.
С 1 февраля 2018 года Icebox и Hotbox, разработанные специалистами Облака Mail.ru и направления сервисов для бизнеса, и служба виртуальных машин Infra, созданная специалистами направления хранения данных Mail.ru Group, были объединены в рамках IaaS-направления VK Cloud. Операционным руководителем нового направления стал глава направления облачных и бизнес-сервисов Егор Ганин, затем — Илья Летунов. Техническим директором VK Cloud стал директор по информационным технологиям Mail.ru Group Денис Аникин.
В апреле в составе VK Cloud Solutions была представлена служба облачных вычислений на базе графических процессоров на аппаратной платформе ускорителей Nvidia Tesla, ориентированная на задачи по машинному обучению, рендерингу, обработке больших данных и пр.. В мае в рамках Петербургского международного экономического форума генеральный директор Mail.ru Group Борис Добродеев и председатель правления компании «Газпром нефть» Александр Дюков подписали соглашение о совместной разработке и внедрении решений по обработке быстрых (англ. Fast Data) и больших данных. Также в мае в рамках Mail.ru Cloud Solutions был представлен сервис Containers на базе технологии Kubernetes, работающий по модели PaaS. В июле 2018 года по той же модели было запущено решение для обработки больших данных Cloud Big Data, осенью того же года PaaS-услуга «Базы данных», сервис аудиоаналитики Sounds, маркетплейс облачных приложений по подписке. В 2019 году VK Cloud запустила частное облако Private Cloud, Managed services.
В апреле 2024 года VK Cloud запустила облачный сервис Cloud Kafka, созданный на базе Apache Kafka и Kubernetes. Продукт имеет открытый исходный код и предназначен для сбора и обработки потоков данных.

## Сообщество
VK Cloud хостит мероприятия серий @Kubernetes meetup/conference. В 2020 году компания провела антикризисный хакатон против последствий коронавируса. VK Cloud ведёт программы поддержки стартапов и некоммерческих организаций. В 2018 году VK Cloud выделила облачные мощности для поисково-спасательного отряда «Лиза Алерт». В 2019 году по программе помощи стартапам компании Сколково получили 11 млн рублей. В 2020 году VK Cloud открыла программу поддержки компаний, “которые приносят пользу обществу и бесплатно предоставляют свои продукты и услуги в период борьбы с коронавирусом”.
Также VK Cloud проводит конференцию VK Cloud Conf про тренды облачных технологий и лучшие ИТ-практики для повышения эффективности бизнеса:
- Подходы к построению MultiCloud, опыт внедрения частных и гибридных облаков и сопутствующие сложности.
- Примеры внедрения Big Data- и ML-платформ и работа с большими данными в условиях нехватки ресурсов.
- Передовые тенденции облачной безопасности и лучшие практики VK[27].

## Клиенты
Вскоре после запуска Mail.ru Cloud Services в середине февраля 2018 года Mail.ru Group объявила о стратегическом партнёрстве с фирмой «1С», в рамках которого предоставила партнёру виртуальную инфраструктуру для нового продукта «1С:Готовое рабочее место». Также компании договорились представлять программы и веб-сервисы друг друга на своих платформах и своим клиентам и партнёрам. В апреле 2018 года на базе Mail.ru Cloud Solutions была развёрнута технологическая платформа Mastercard по проведению безопасных переводов между картами по номеру телефона, адресу электронной почты, а также переводов в социальные сети «Вконтакте» и «Одноклассники». Первым банком, подключившимся к новой платформе, стал Райффайзенбанк. Также в апреле участники тематического телеграм-канала «ЗаТелеком» выяснили, что на арендованных серверах Mail.ru Cloud Solutions было развёрнуто приложение для поиска прокси-серверов, которые использовались для обхода блокировки мессенджера Роскомнадзором. Наутро после публикации Mail.Ru Group сообщила, что заблокировала клиента облачного сервиса, и что не поддерживает использование своей инфраструктуры для ограничения свободы интернета.
В 2019 году клиентами Mail.ru Cloud Solutions стали Инвитро, Бургер Кинг.
В 2020 году клиентами стали ООО НПЦ «Геостра», компания «Сухой», X5 Retail Group, Высшая Школа Экономики.
В 2021, 2022 и 2023 году клиентами стали Гринатом, Мегафон, АвтоВАЗ, Газпром Нефть.

## Функции сервисов
| Функция                                                                          | Входит в сервис             | Аналог у Amazon Web Services             |
| -------------------------------------------------------------------------------- | --------------------------- | ---------------------------------------- |
| Вычисления                                                                       |                             |                                          |
| Виртуальные машины, VPS/VDS                                                      | Cloud Servers               | EC2                                      |
| Графические адаптеры (GPU)                                                       | Cloud GPU                   | EC2 P3 инстансы                          |
| Управление кластерами Kubernetes                                                 | Cloud Containers            | EKS                                      |
| Сеть                                                                             |                             |                                          |
| Приватная сеть                                                                   | Cloud Servers               | VPC                                      |
| VPN aaS                                                                          | Cloud Servers               | VPN                                      |
| Load Balancer                                                                    | Cloud Servers               | ELB                                      |
| DNS                                                                              | Cloud Servers               | Route53                                  |
| CDN                                                                              | CDN                         | CloudFront                               |
| Firewall                                                                         | Cloud Servers               | Firewall manager                         |
| Anti-DDoS                                                                        | Специальные сервисы         | Shield                                   |
| Web Application Firewall                                                         | Специальные сервисы         | WAF                                      |
| Хранение данных                                                                  |                             |                                          |
| Cloud Storage Объектное хранилище S3                                             | Cloud Storage               | S3, Glacier                              |
| Блочное хранилище (файловая система виртуальных машин)                           | Cloud Storage               | EBS                                      |
| Сетевая система хранения данных                                                  | Cloud Storage               | EFS                                      |
| Управление образами                                                              |                             |                                          |
| Хранение образов дисков                                                          | Cloud Servers               | EC2                                      |
| Маркетплейс готовых приложений                                                   | Маркетплейс                 | Marketplace                              |
| Анализ данных                                                                    |                             |                                          |
| Big Data (Hadoop, Apache Spark, Kafka, Arenadata Hadoop)                         | Cloud Big Data              | EMR                                      |
| Облачные базы данных: MySQL, PostgreSQL, Postgres Pro, MongoDB, Redis, Tarantool | Cloud Databases             | RDS, Elasticache, Redshift, DynamoDB     |
| Аналитические базы данных                                                        | Arenadata DB, ClickHouse    | RDS, Elasticache, Redshift, DynamoDB     |
| Машинное обучение                                                                |                             |                                          |
| Cloud ML Platform / Платформа для полного цикла ML-разработки                    | Machine Learning            |                                          |
| Машинное зрение, API для анализа и улучшения изображений и видео                 | Vision                      | Recognition                              |
| Распознавание и синтез речи, платформа распознавания и синтеза реч               | Cloud Vision                |                                          |
| Надёжность и резервирование                                                      |                             |                                          |
| Disaster Recovery как сервис                                                     | Cloud Disaster Recovery     |                                          |
| Создание резервных копий виртуальных машин                                       | Cloud Backup                | EC2                                      |
| Создание бэкапов и снепшотов                                                     | Cloud Backup                | Backup                                   |
| Обработка запросов в нагруженных приложениях                                     | Cloud Queues                | SQS                                      |
| Администрирование                                                                |                             |                                          |
| Управление конфигурациями виртуальных машин                                      | Cloud Servers               | CloudFormation                           |
| Автоматическое масштабирование ресурсов в облаке                                 | Autoscaling                 | Auto Scaling, CloudWatch                 |
| Управление ролями и правами пользователей, мультипроектность                     | Cloud Servers               | Identity and Access Management (IAM)     |
| Мониторинг инфраструктуры и бизнес-метрик                                        | Cloud Monitoring            |                                          |
| Уведомление об изменении ключевых метрик                                         | Сloud Alerting              |                                          |
| Сбор и работа с логами                                                           | Cloud Logging               |                                          |
| Специальные инсталляции                                                          |                             |                                          |
| Частное облако                                                                   | Private Cloud               |                                          |
| VPC (виртуальное частное облако)                                                 | Virtual Private Cloud (VPC) | Nitro System                             |
| Облако ФЗ-152                                                                    | Облако 152 ФЗ               |                                          |
| Сервисные услуги                                                                 |                             |                                          |
| Управление облачной инфраструктурой                                              | Managed Services            | Managed Services                         |
| Миграция в облако                                                                | Cloud Migration Platform    | Migration Hub Database Migration Service |
| Интернет вещей                                                                   |                             |                                          |
| Платформа для интернета вещей                                                    | IoT Platform                | IoT Core                                 |

Дополнительные сервисы:
- Также в виде продуктов IaaS и «Виртуальный ЦОД» Mail.ru Cloud Solutions предлагает инфраструктуры на базе сервисов в таблице выше.
- 1С:Предприятие в виде облачного приложения.